# Innovason
Innova-Son était une entreprise française de fabrication de matériel de mixage audio.
C'est actuellement une marque commerciale de l'entreprise allemande Lawo.
Cette société a été créée en 1993 par Philippe et Christian Royer, deux frères passionnés de son et de technologie numérique. Sarl jusqu'en 1996, elle devient une SA. À la fin de 2000, Digigram SA prend une part minoritaire avant d'absorber Innova-Son en 2002. 
Les caractéristiques du matériel Innova-Son sont la facilité d'utilisation et la modularité (ajout de cartes d'extension) permettant aux régies de tous budgets de s'équiper de matériel professionnel. Le premier produit a été le Muxipaire, système audionumérique de transmission et de distribution, basé sur le multiplexage temporel de signaux audios numérisés. Le choix du câble coaxial d'une part, la multidistribution (splitter), la capacité de télécommander les préamplificateurs d'entrée (gain, 48V) et la qualité de ces étages d'entrée ont fait du Muxipaire un outil réellement adapté au terrain, en termes de prix et d'utilisation.
En 1995, une carte de traitement des signaux (DSP) puis une surface de contrôle (Sentury) ont permis de faire évoluer le Muxipaire vers un véritable Système Intégré de Production Audio Numérique, permettant de gérer tous les paramètres depuis le patch d'entrée, les traitements dynamiques, les égaliseurs, le mixage, jusqu'à la distribution des signaux (traités ou pas).
En 1998, l'ensemble alors totalement modulaire fut re-designé et intégré sous la forme "traditionnelle" d'une console de mixage, lancé sous le nom de Sensory. Sélectionné par le spectacle Notre-Dame de Paris, la Sensory traverse l'Atlantique et se fait alors repérer par les professionnels américains.
En 2000, une version réduite, la « Sensory Compact » se propose dans un nouveau châssis de 32 faders.
En 2001, la Sensory est nommée aux AES Tech Awards dans la catégorie « Large Scale Mixing Desk ».
Le 10 juillet 2007, la société est placée en redressement judiciaire, obtient la signature d'un plan de continuation le 29 avril 2008 converti en liquidation judiciaire en septembre 2011. Le 1er février 2014, c'est la clôture pour insuffisance d'actif qui est prononcée. La radiation interviendra le 21 février 2014.
L'entreprise allemande Lawo, leader des consoles Broadcast, poursuit la fabrication et sort sa console ECLIPSE toujours destinée au live et équipée d'un système d'enregistrement de 64 pistes.